# Спорт у Швеції

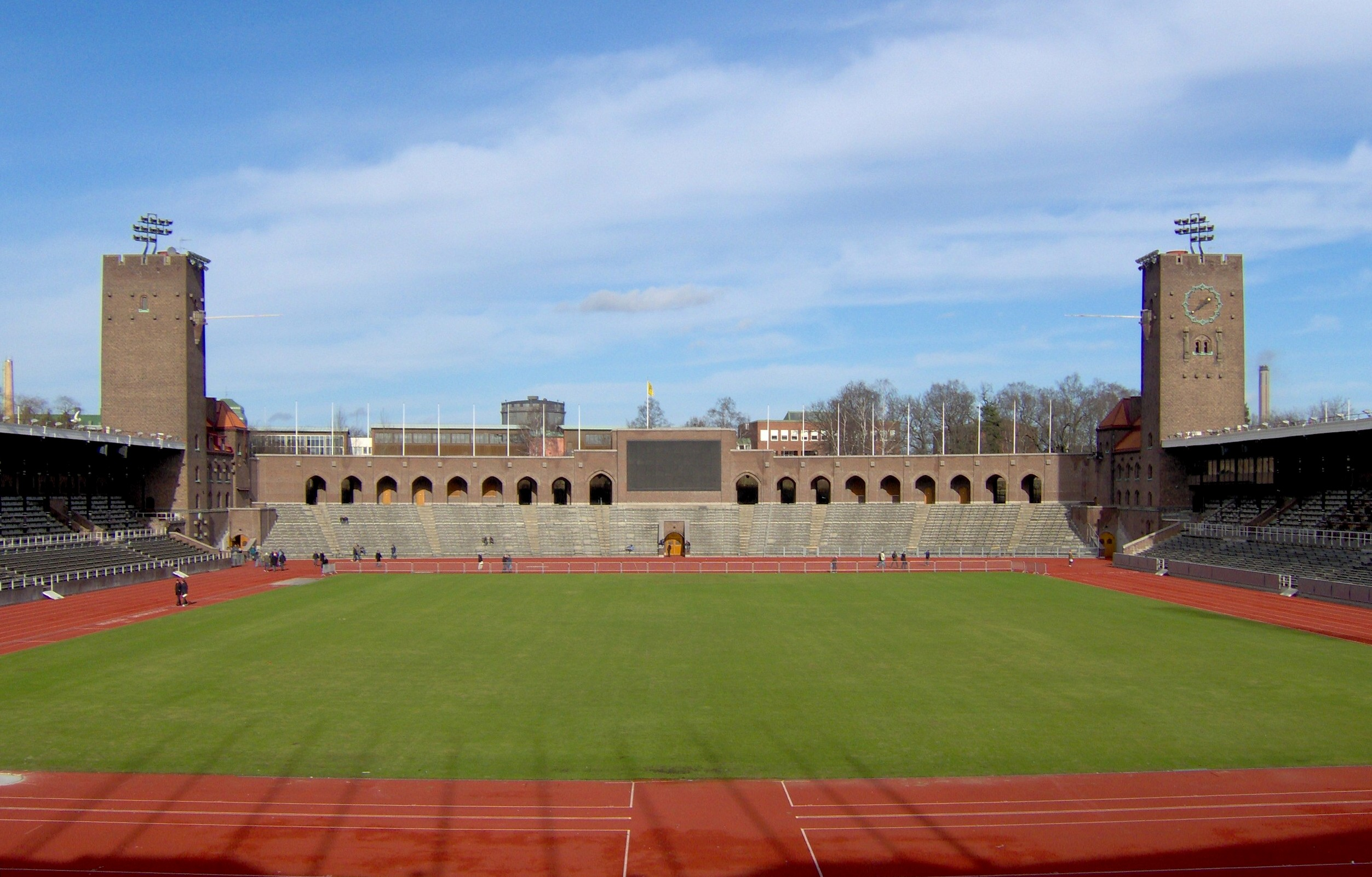
Шведський олімпійський стадіон (2007)

Спорт у Швеції — більшість спортивних організацій Швеції об'єднані в Шведський спортивний союз (швед. Riksidrottsförbundet), створений у 1903 р., що нараховує близько 3 млн членів у 22 тисячах спортивних клубах. Крім них, значна частина населення Швеції займається спортом у процесі активного відпочинку. Найпопулярніші види спорту в Швеції — хокей із шайбою, хокей з м'ячем і футбол. Також поширені гандбол (ручний м'яч), легка атлетика, лижний спорт, теніс, гольф, кінний спорт, спортивна гімнастика, різні види єдиноборств. Шведські спортсмени регулярно беруть участь у великих міжнародних змаганнях з різних видів спорту, збірна Швеції традиційно є однією з найсильніших на зимових Олімпійських іграх. Останнім часом найзначніші спортивні успіхи Швеції пов'язані з хокеєм (з м'ячем і з шайбою), гандболом і біатлоном.

## Футбол
Змагання з футболу мають давню традицію в усій Швеції. Збірна Швеції з футболу одинадцять разів брала участь у Чемпіонатах світу з футболу, найзначніше її досягнення — срібні медалі на домашньому Чемпіонаті у 1958 р. У клубному футболі найбільше досягнення належить клубу «Мальме», що дійшов у 1979 р. до фіналу Кубку європейських чемпіонів. Серед всіх європейських країн, у Швеції, поряд із Францією та Німеччиною, найбільш добре розвинений жіночий футбол.

## Хокей із шайбою
Змагання з хокею мають давню традицію в усій Швеції. Збірна Швеції з хокею з шайбою є однією з найсильніших збірних світу. Швеція шістдесят сім разів брала участь у Чемпіонаті світу, вісім разів ставала чемпіонкою, завоювала безліч срібних та бронзових нагород. Двічі збірна перемагала на Олімпійських іграх.